# Piece (województwo pomorskie)
Piece – wieś kociewska w Polsce, położona w województwie pomorskim, w powiecie starogardzkim, w gminie Kaliska przy drodze krajowej nr 22. Wieś jest siedzibą sołectwa "Piece" w którego skład wchodzą również miejscowości Biedaczek, Kamienna Karczma i Trzechowo. Na wschód od miejscowości znajduje się jezioro Trzechowskie.
Do 1947 roku miejscowość była siedzibą gminy Piece. W latach 1945–1975 miejscowość administracyjnie należała do tzw. dużego województwa gdańskiego, a w latach 1975-1998 do tzw. małego województwa gdańskiego. 
Po II wojnie światowej w okolicach miejscowości prowadziły aktywną działalność zbrojną oddziały poakowskiej antykomunistycznej partyzantki "Łupaszki".
Miejscowy kościół katolicki z 1911 wraz z przylegającym do niego cmentarzem, pomimo swojego usytuowania we wsi Piece, położony jest na gruntach przylegającej od strony wschodniej wsi Iwiczno.
W 2014 roku dzięki zaangażowaniu mieszkańców w centrum wsi powstał nowy plac spotkań służący rekreacji i integracji.

## Zabytki
Według rejestru zabytków NID na listę zabytków wpisane są:
- zespół kościoła parafialnego, nr rej.: A-1909 z 30.01.2015 :
  - kościół pw. Najświętszego Serca Pana Jezusa, 1911-14, eklektyczny z wieżą podwyższoną latarenką[6]
  - plebania, 1911-14
  - dawny ogród plebański, 1911-14
  - cmentarz parafialny, 1913, 1983
  - fragment ogrodzenia murowano-drewnianego z murowaną bramą cmentarną, 1913
- drewniany dom, ul. 6 Marca 14, poł. XIX, nr rej.: A-875 z 8.12.1977

Drewniana kryta strzechą chata kociewska z podcieniem frontalnym z 1885 roku, wyremontowana w 1989 roku.

## Galeria

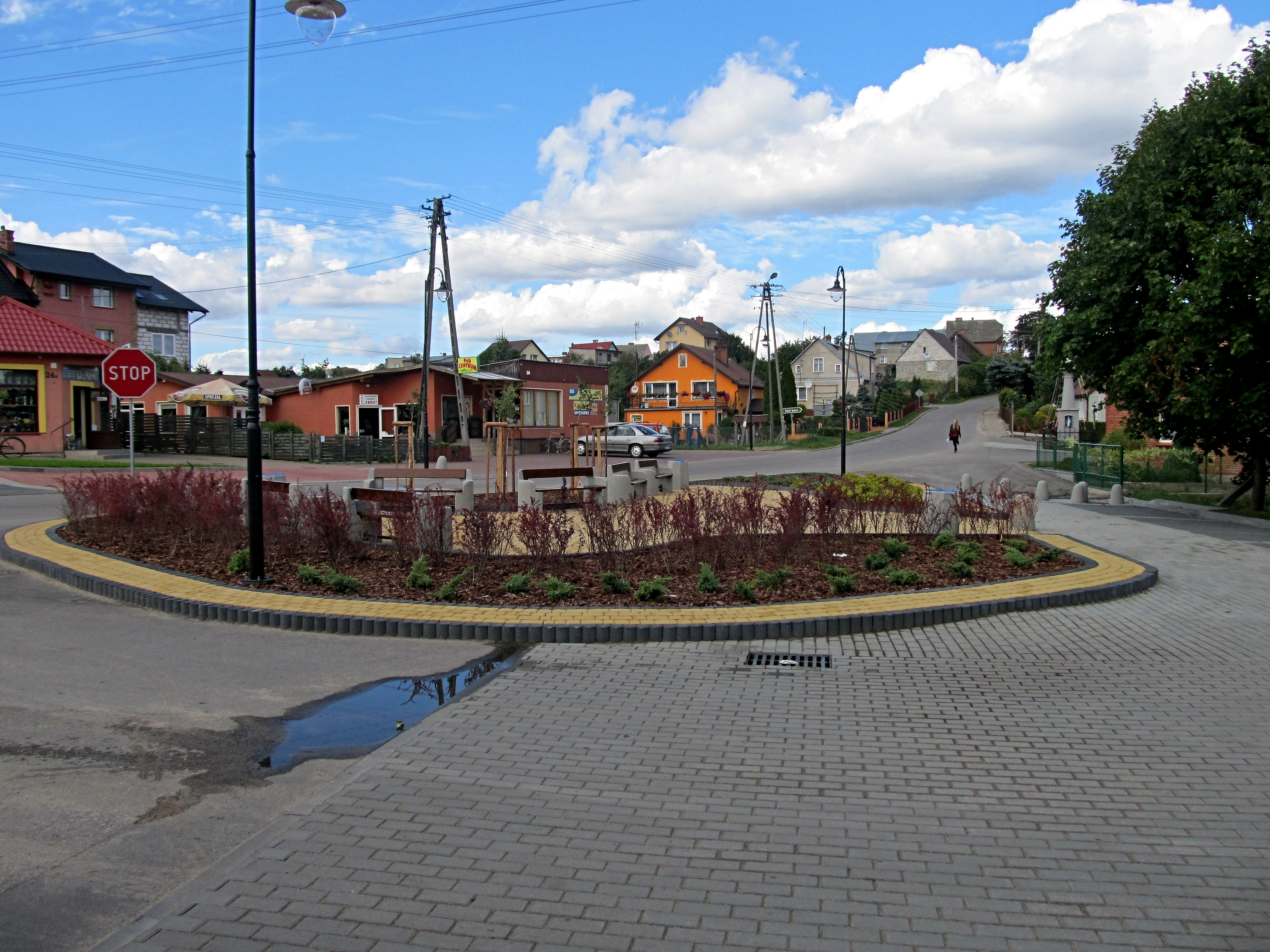
Centrum wsi Piece z nowym placem
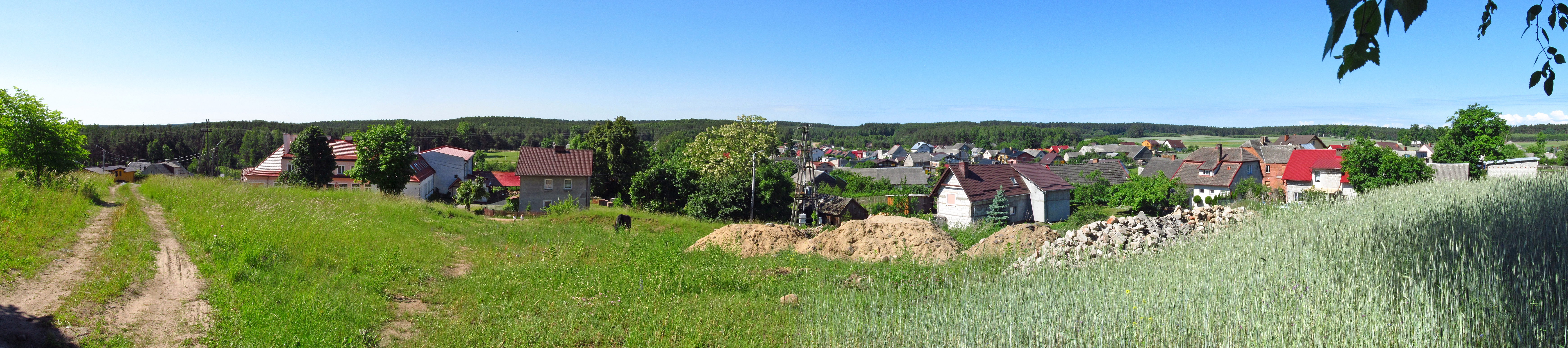
Fragment wsi Piece z Czubnicy
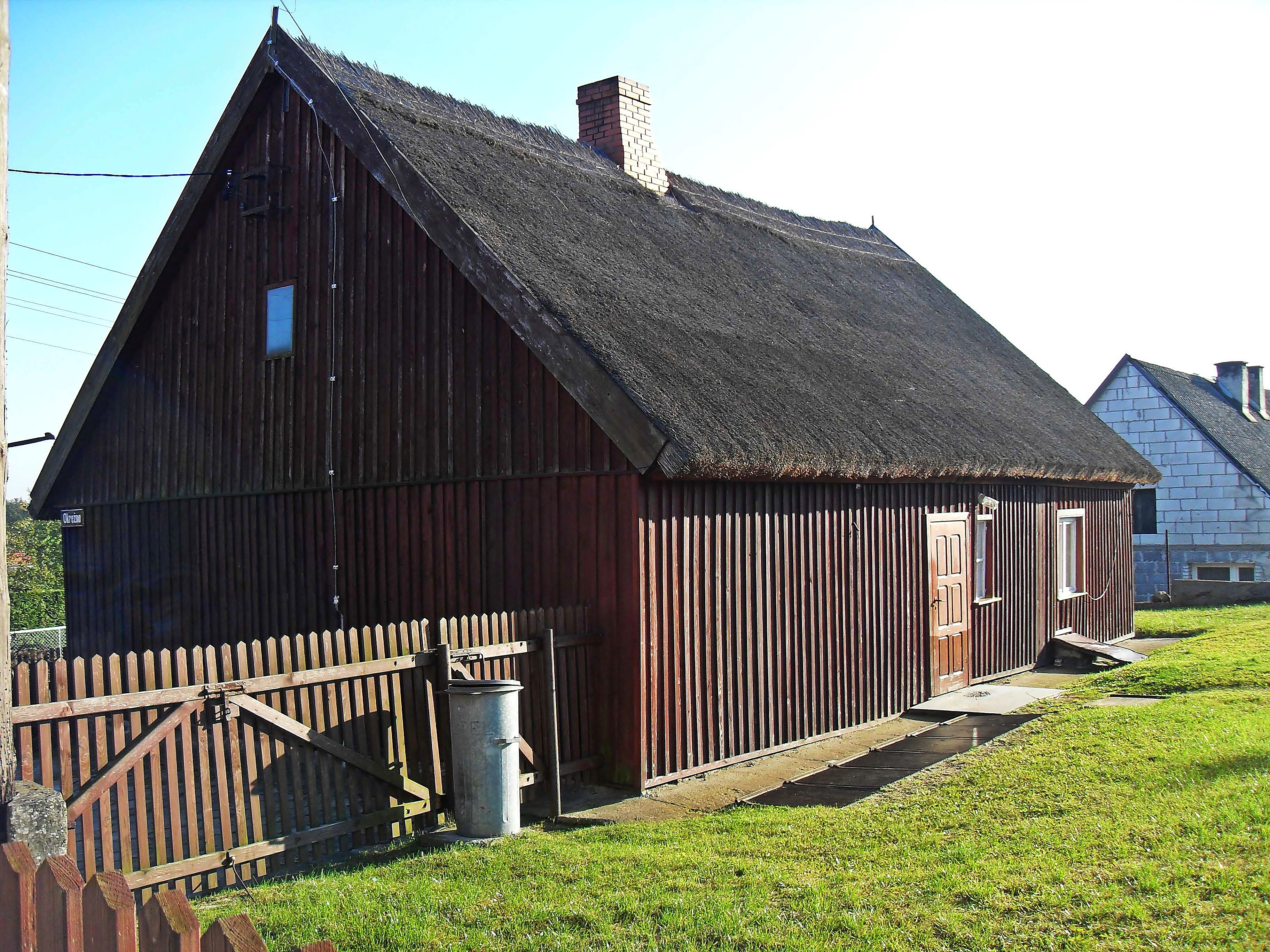
Zabytkowa chata kociewska